# Камни Ики

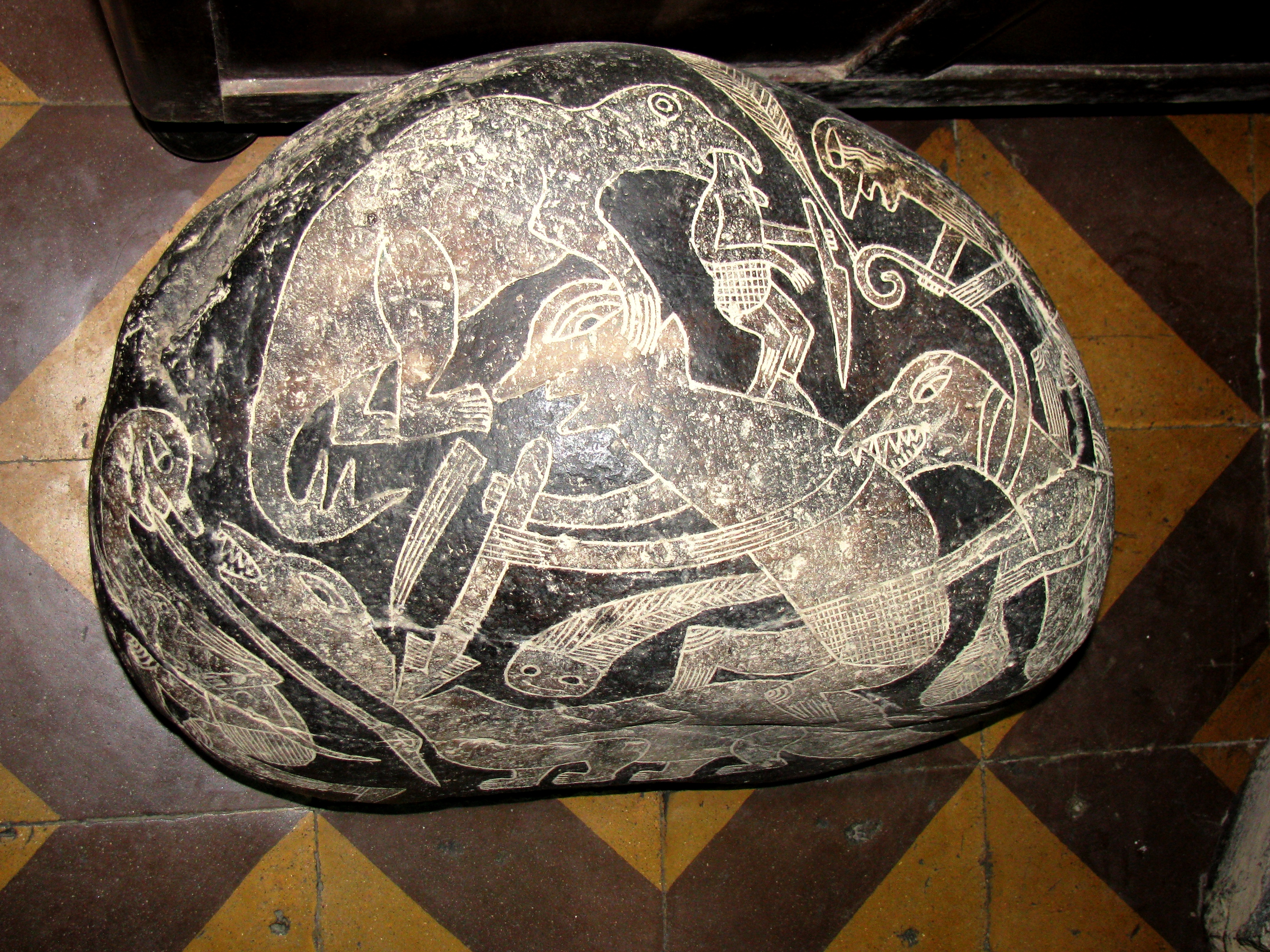
Камень с изображением битвы людей с динозаврами

Ка́мни И́ки — коллекция валунов, камней из андезита, окатанных речной водой, на поверхности которых выгравированы древние обитатели Анд в сюжетах, противоречaщих современной хронологии. В настоящее время известно более 50 тысяч таких камней.
Коллекция камней была собрана в окрестностях перуанского города Ика (в котором сейчас и хранится большая их часть), в связи с которым она и получила своё название. Размеры и масса камней разные: маленькие весят по 15—20 граммов, а самые большие достигают полутонны при высоте в 1,5 метра. Наиболее распространённый размер соответствует арбузу. Цвет камней преимущественно чёрный, но встречаются серые, бежевые и розоватые.
Хотя некоторые люди считают, что камни Ики имеют древнее происхождение, доказательств этого на данный момент не существует. Определить реальный возраст камней также невозможно, поскольку на них отсутствует органика, а месторасположение пещеры, где они якобы были найдены, держится в секрете. Возможно, некоторые камни представляют собой образцы доколумбова искусства, однако большинство из них признаны современной подделкой. Также возможно, что первоначально было найдено несколько действительно древних камней с рисунками. В дальнейшем они послужили образцами для изготовления серий подделок.

## История камней Ики

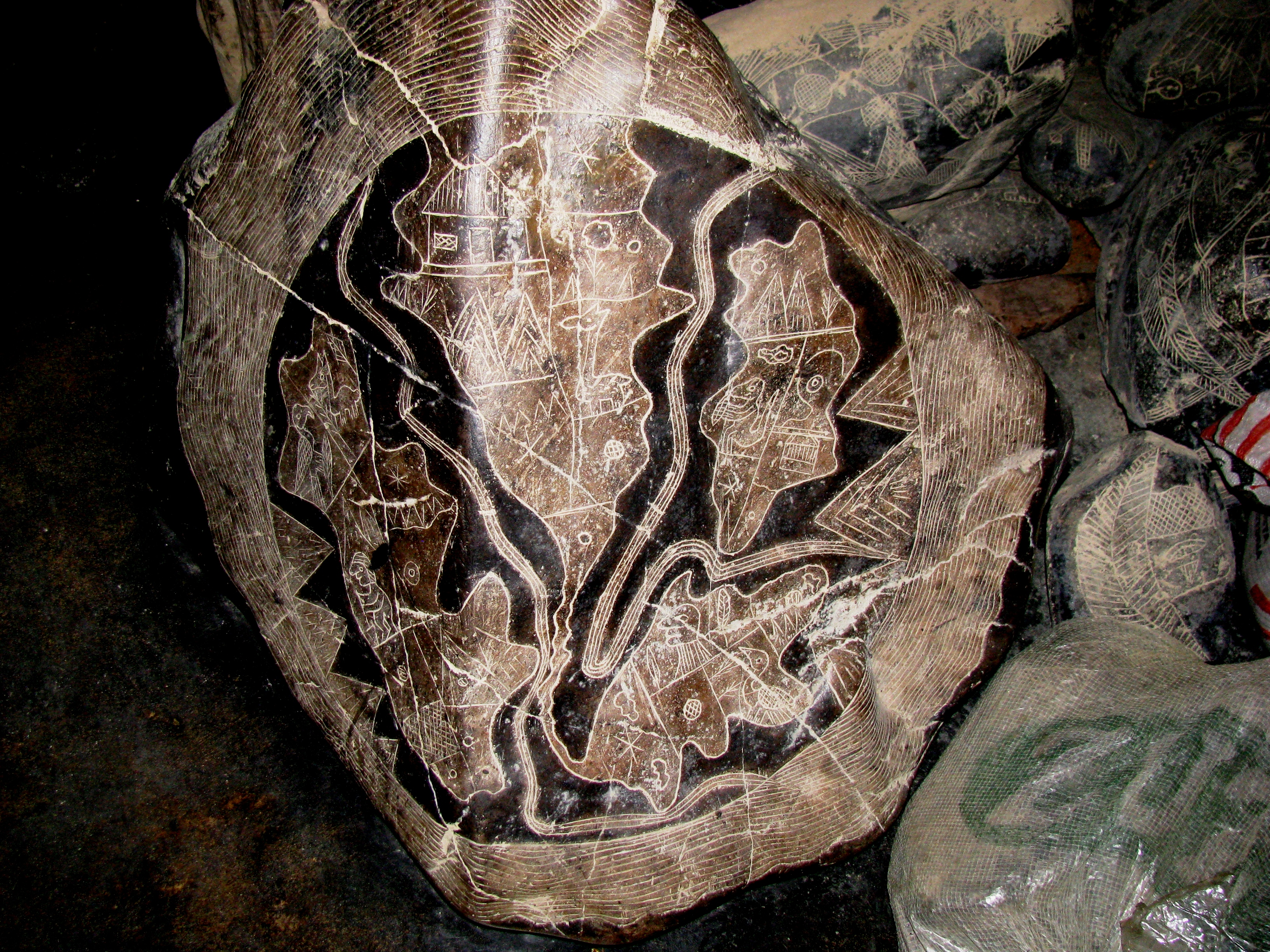
Это изображение на одном из камней некоторые энтузиасты считают картой Северной (вверху в центре) и Южной Америки (внизу в центре), погибшего континента Му (слева) и Атлантиды (справа)

Современная история камней Ики возникла в начале 60-х годов XX века, когда они появились на чёрном антикварном рынке Перу. Их поставщиками стали профессиональные охотники за древностями, так называемые «уакерос» (huaqueros). А первыми известными коллекционерами считаются братья Карлос и Пабло Сольди (Carlos & Pablo Soldi) и архитектор Сантьяго Агурто Кальво (Santiago Agurto Calvo). Интересно, что Кальво, желая убедиться в неподдельности камней, в 1966 году самостоятельно занимался раскопками в районе Окукахе, городка в 40 км от Ики, где камни встречаются особенно часто. В конце концов он обнаружил два экземпляра в погребениях доиспанских культур.
Следует отметить два существенных момента. Во-первых, в те годы уакерос продавали камни коллекционерам буквально за «несколько монет». Во-вторых, поскольку странные камни вызывали у коллекционеров существенные подозрения, уакерос частенько предлагали показать места находок камней, чтобы подтвердить их подлинность.

## Роль доктора Кабреры

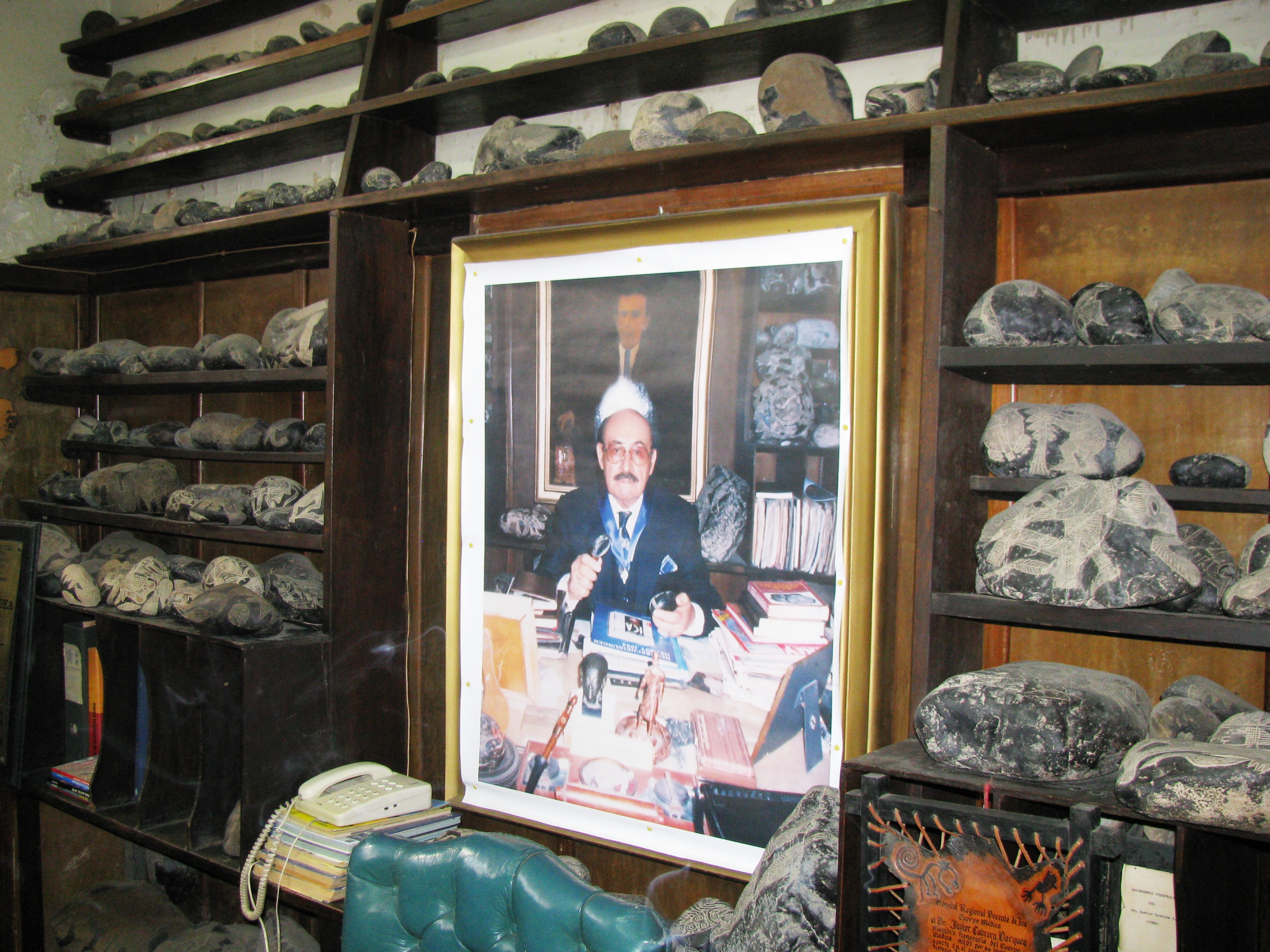
Рабочий кабинет и портрет Хавьера Кабреры в Музее камней в Ике

Камни Ики сделал по-настоящему известными Хавьер Кабрера (Dr. Javier Cabrera). Профессор медицины, декан медицинского факультета в Университете Лимы, основатель медицинской школы в Национальном университете Ики и основатель Музея камней Ики, доктор Кабрера (1924—2001) был прямым потомком испанского конкистадора дона Херонимо Луиса де Кабрера и Толеда, основавшего в 1563 году город Ика.
По словам Хавьера Кабреры, свой первый камень он получил в качестве подарка на 42-й день рождения, в 1966 году. Он утверждает, что на нём была изображена ископаемая рыба. А начало коллекции положено в 1967 году покупкой за 45 долларов США 341 подобного экземпляра у братьев Сольди. Они утверждают, что обнаружили свои первые камни в 1955 году при раскопках древних захоронений и надеялись заинтересовать археологическое сообщество, но из этого ничего не получилось, и интерес угас.
Кабрера выявил закономерность в системе изображений на камнях. По его мнению, изображения группируются в серии от 6 до 200 камней, образующие как бы каменную библиотеку. В каждом сюжете изменяется (увеличивается) размер камней, а также способ нанесения изображения: начиная от гравировки, заканчивая техникой низкого рельефа.
Коллекция Кабреры насчитывает порядка 11 тыс. экспонатов. Треть изображений содержат эротические сцены, широко распространённые в культуре народов Анд. Также на камни нанесены сюжеты, отражающие пересадку органов, наблюдение небесных тел, охоту, жизнь животных, включая динозавров, подобно известному «профилю стегозавра» на колонне храма Та-Пром (1186 г.) в камбоджийском Ангкор-Томе.
В 1996 году Кабрера открыл на Арсенальной площади в центре города Ика «Музей гравированных камней» (исп. Museo de Piedras Grabadas), в котором хранится его коллекция. В настоящее время он называется «Научный музей Хавьера Кабреры» (исп. Museo Científico Javier Cabrera).

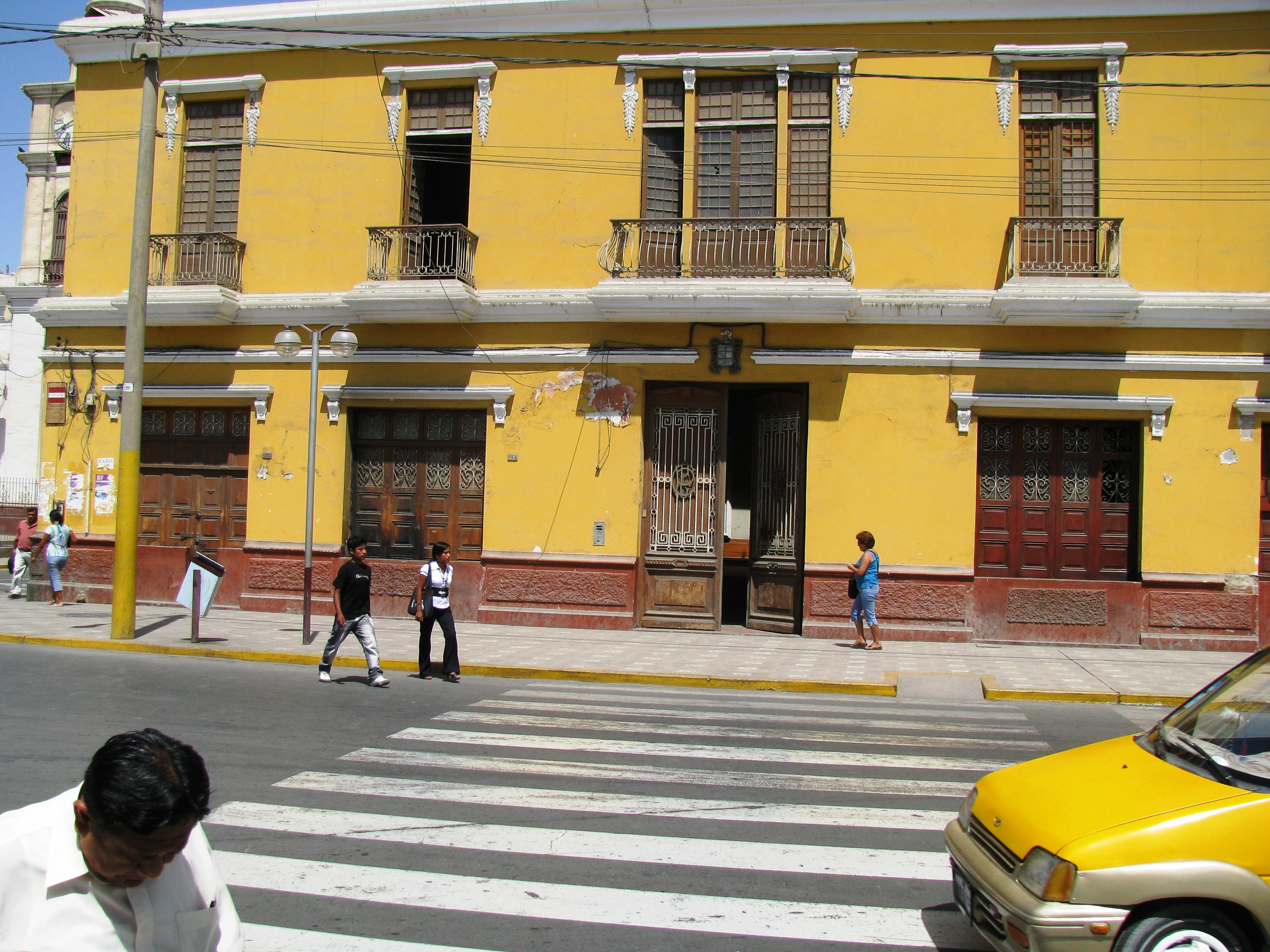
Музей Кабреры в Ике

## Размещение коллекций камней Ики
Коллекция доктора Кабреры, по всей видимости, является наиболее крупным собранием камней Ики, но не единственным. Они хранятся также в Военно-морском музее Кальяо (Callao Naval Museaum), более чем сотней экземпляров располагает Региональный музей города Ики (Regional Museaum of Ica), более четырёх сотен штук принадлежит Перуанскому музею аэронавтики (Peruvian Aeronautical Museaum), существует ряд частных коллекционеров в разных частях света.

## Мнения сторонников древности камней Ики

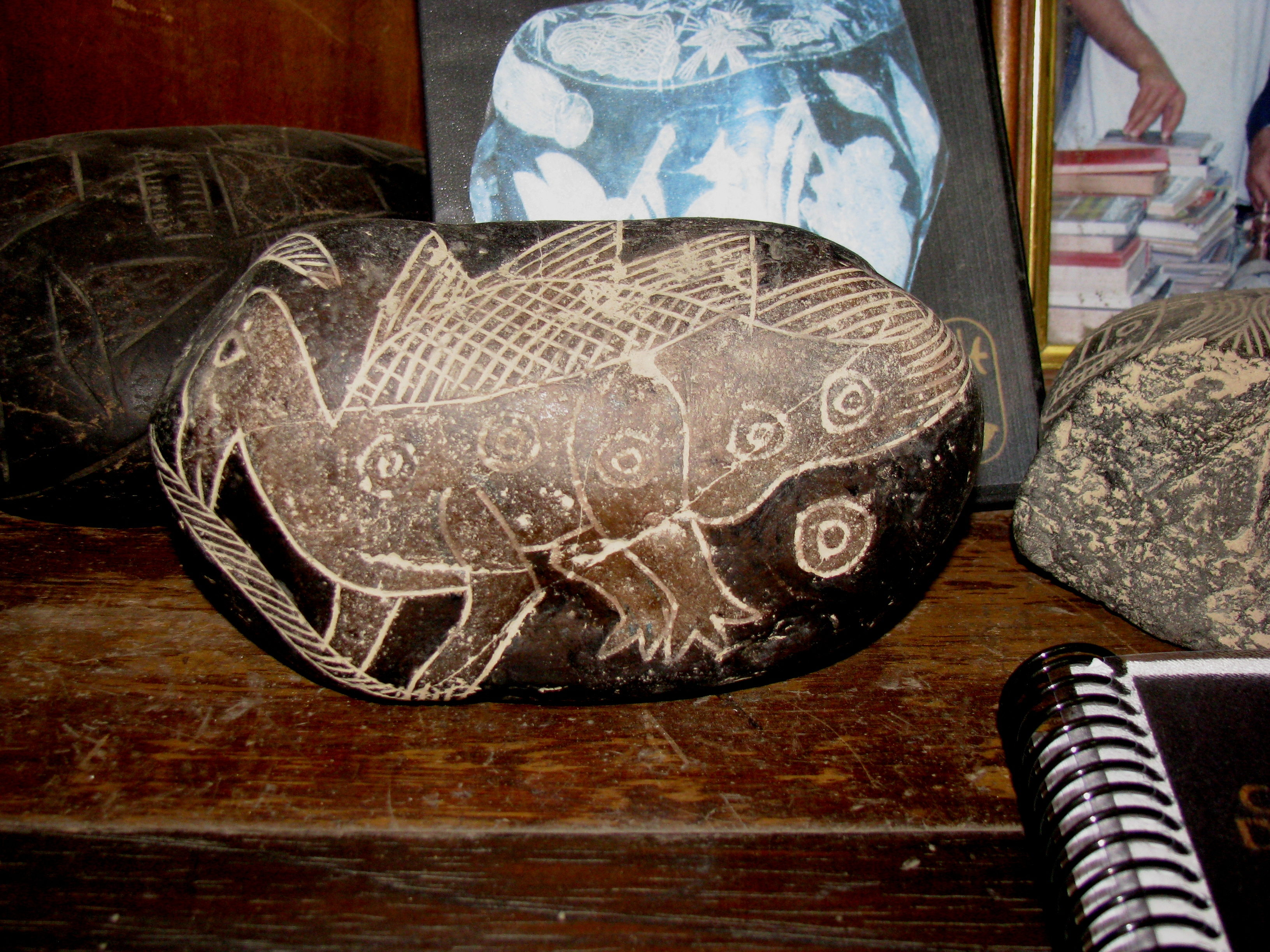
Стегозавр, вынашивающий яйца

- Утверждается, что первоначально, в 1960—1980 годах, камни продавались буквально за несколько мелких монет, что никак не окупало бы затрат на их изготовление[3][17].
- Утверждается, что на камнях изображены диплодоки с треугольными  вертикальными пластинами на спине,  наличие которых было подтверждено  лишь в начале 1990-х годов (палеонтолог Стефен Жеркас опубликовал статью в журнале «Geology» (N12 за 1992), в которой впервые указывал на эту черту анатомического строения бронтозавров). Кроме того, на  ряде рисунков эти животные изображены стоящими на задних лапах, что прежде ошибочно считалось невозможным. В 1940—1950 гг. эти факты палеонтологам ещё известны не были.
- Утверждается, что для изготовления десятков тысяч существующих камней Ики требовались бы промышленные масштабы заготовки и производства рисунков, что не могло бы остаться незамеченным[17].

## Интересные факты
- Камни Ики, в качестве иллюстрации концепции креационизма, использованы Карлом Бо в фильме «Динозавры» серии телепередач «Сотворение в XXI веке» (Creation in the 21st century)[18].